# 1749
| [ Edytuj tabelę ]              | |
| Król Polski                    | - 1733 August III Sas 1763 |
| Emir Afganistanu               | - 1747 Ahmed Szah Abdali (padyszach) 1772                                                                                                   |
| Współksiążęta Andory           | - 1747 Sebastià José de Victoria de Emparán de Loyola 1756 - 1715 Ludwik XV 1774                                                            |
| Elektor Bawarii                | - 1745 Maksymilian III Józef 1777 |
| Sułtan Brunei                  | - 1745 Hussin Kamaluddin 1762 |
| Cesarz Chin                    | - 1735 Qianlong 1796 |
| Król Czech                     | - 1743 Maria Teresa 1780 |
| Król Danii                     | - 1746 Fryderyk V 1766 |
| Dalajlama                      | - 1708 Kelzang Gjaco 1757 |
| Cesarz Etiopii                 | - 1730 Ijasu II 1755 |
| Król Francji                   | - 1715 Ludwik XV 1774 |
| Król Hiszpanii                 | - 1746 Ferdynand VI 1759 |
| Landgraf Hesji-Kassel          | - 1730 Fryderyk I Heski 1751 |
| Stadhouder Holandii            | - 1747 Wilhelm IV Orański 1751 |
| Szach Iranu                    | - 1748 Szahruch Szah 1749 |
| Państwo Wielkich Mogołów       | - 1748 Ahmad Szah Bahadur 1754 |
| Król Irlandii                  | - 1727 Jerzy II Hanowerski 1760 |
| Cesarz Japonii                 | - 1747 Momozono 1762 |
| Kalif                          | - 1736 Mahmud I 1754 |
| Patriarcha Konstantynopola     | - 1748 Cyryl V 1751 |
| Władca Korei                   | - 1724 Yŏngjo 1776 |
| Książę Liechtensteinu          | - 1748 Józef Wacław 1772 |
| Sułtan Maroka                  | - 1745 Abdullah ibn Ismail 1757 |
| Książę Monako                  | - 1733 Honoriusz III 1793 |
| Król Nawarry                   | - 1710 Ludwik XV 1774 |
| Król Norwegii                  | - 1746 Fryderyk V 1766 |
| Sułtan Omanu                   | - 1743 Balarab ibn Himjar ibn Sultan 1749 - 1749 Ahmad ibn Sa’id 1783                                                                       |
| Elektor Palatynatu             | - 1742 Karol IV Teodor 1799 |
| Papież                         | - 1740 Benedykt XIV 1758 |
| Książę Parmy i Piacenzy        | - 1748 Filip 1765 |
| Król Portugalii                | - 1706 Jan V 1750 |
| Król w Prusach                 | - 1740 Fryderyk II Wielki 1772 |
| Car Rosji                      | - 1741 Elżbieta 1762 |
| Cesarz Rzymski (niemiecki)     | - 1745 Franciszek I Lotaryński 1765 |
| Kapitanowie Regenci San Marino | - 1748 Costantino Bonelli Pompeo Zoli 1749 - 1749 Giuseppe Onofri Vincenzo Moracci 1749 - 1749 Lodovico Belluzzi Marc' Antonio Tassini 1750 |
| Elektor Saksonii               | - 1733 Fryderyk August II (król Polski) 1763                                                                                                |
| Król Sardynii                  | - 1730 Karol Emanuel III 1773 |
| Król Szwecji                   | - 1720 Fryderyk I Heski 1751 |
| Król Tajlandii                 | - 1733 Boromma Kot 1758 |
| Sułtan Turków                  | - 1730 Mahmud I 1754 |
| Doża Wenecji                   | - 1741 Pietro Grimani 1752 |
| Król Węgier                    | - 1740 Maria Teresa 1780 |
| Monarcha Wielkiej Brytanii     | - 1727 Jerzy II 1760 |
| Premier Wielkiej Brytanii      | - 1743 Henry Pelham 1754 |

Rok 1749 / MDCCXLIX
stulecia: XVII wiek ~
XVIII wiek ~
XIX wiek

lata: 1739 «
1744 «
1745 «
1746 «
1747 «
1748 «
1749
» 1750
» 1751
» 1752
» 1753
» 1754
» 1759

## Wydarzenia w Polsce
- 21 czerwca − około 60 osób zginęło we Wrocławiu po wybuchu tysięcy beczek prochu w baszcie mieszczącej się przy dzisiejszej ul. Włodkowica.
- Stefan Garczyński napisał pracę Anatomia Rzeczypospolitej.

## Wydarzenia na świecie
- 13 kwietnia – u południowo-wschodniego wybrzeża Indii zatonęły podczas cyklonu brytyjskie okręty HMS „Pembroke” i HMS „Namur”. Zginęło 850 osób, uratowało się 14.
- 9 lipca − Brytyjczycy założyli Halifax w Kanadzie.
- Angielski pisarz Henry Fielding napisał Historię życia Toma Jonesa, czyli dzieje podrzutka.
- W Oksfordzie powstała Radcliffe Camera.
- W Szwecji opracowano pierwszy nowoczesny system badań statystycznych Tabellverket.

## Urodzili się
- 6 stycznia - Marceli Poniński, polski szlachcic, polityk (zm. 1817)
- 29 stycznia − Chrystian VII, król Danii (zm. 1808)
- 9 marca – Honoré Gabriel Riqueti de Mirabeau, wpływowy polityk Wielkiej Rewolucji Francuskiej (zm. 1791)
- 10 marca:
  - Lorenzo Da Ponte, znany przede wszystkim jako autor librett trzech oper Mozarta: Le nozze di Figaro, Così fan tutte i Don Giovanni (zm. 1838)
  - Tomasz Przyjemski, polski szlachcic, polityk (zm. 1802)
- 23 marca − Pierre Simon de Laplace, matematyk francuski (zm. 1827)
- 26 marca - William Blount, amerykański polityk, senator ze stanu Tennessee (zm. 1800)
- 11 kwietnia - Adélaïde Labille-Guiard, francuska malarka (zm. 1803)
- 17 maja − Edward Jenner, angielski lekarz,twórca pierwszej szczepionki (zm. 1823)
- 28 maja - Filip Nereusz Lichocki, polski polityk, prezydent Krakowa (zm. 1806)
- 14 lipca – Maria Scholastyka Józefa od św. Jakuba Leroux, francuska urszulanka, męczennica, błogosławiona katolicka (zm. 1794)
- 28 sierpnia − Johann Wolfgang Goethe, niemiecki poeta romantyczny (zm. 1832)
- 31 sierpnia − Aleksandr Radiszczew (ros. Алекса́ндр Никола́евич Ради́щев), pisarz rosyjski (zm. 1802)
- 19 września − Jean Baptiste Joseph Delambre, francuski astronom (zm. 1822)
- 17 listopada − Nicolas Appert, wynalazca francuski (zm. 1841)
- 26 grudnia – Jan Chrzciciel Bottex, francuski duchowny katolicki, męczennik, błogosławiony (zm. 1792)

Data dzienna nieznana: 
- Marcelin Choe Chang-ju, koreański męczennik, błogosławiony katolicki (zm. 1801)
- Klaudiusz Fontaine, francuski duchowny katolicki, męczennik, błogosławiony (zm. 1792)

## Zmarli
- 12 marca – Alessandro Magnasco, włoski malarz i rysownik (ur. 1667)
- 29 sierpnia − Matej Bel, słowacki kaznodzieja ewangelicki i uczony, prekursor Oświecenia na Węgrzech (ur. 1684)
- 23 grudnia − Mark Catesby, brytyjski przyrodnik (ur. 1682/83)

## Święta ruchome
- Tłusty czwartek: 13 lutego
- Ostatki: 18 lutego
- Popielec: 19 lutego
- Niedziela Palmowa: 30 marca
- Wielki Czwartek: 3 kwietnia
- Wielki Piątek: 4 kwietnia
- Wielka Sobota: 5 kwietnia
- Wielkanoc: 6 kwietnia
- Poniedziałek Wielkanocny: 7 kwietnia
- Wniebowstąpienie Pańskie: 15 maja
- Zesłanie Ducha Świętego: 25 maja
- Boże Ciało: 5 czerwca